# Citgo
CITGO Petroleum Corporation (de l'anglès: Corporació petroliera CITGO) o CITGO és una empresa refinadora de petroli i comercialitzadora de gasolina, lubricants i petroquímica als Estats Units. Es tracta d'una de les principals empreses de la seva classe en aquest país, sent durant molts anys la major filial de l'estatal veneçolana PDVSA fora del territori veneçolà. La marca CITGO va ser creada el 1965 per Cities Service Company. Occidental Petroleum va comprar Cities Service el 1982, i CITGO va ser incorporada com una subsidiària de refinació, comercialització i transport a la primavera de 1983. Va ser comprada posteriorment per la Corporació Southland, qui va vendre el 50% a l'Estat veneçolà el 1986 i l'altre 50% l'any 1990. Citgo té la seu central a la ciutat de Houston, Texas i compta amb unes 6.000 estacions de servei abanderades amb la seva marca, 3 refineries i unes 48 terminals d'emmagatzematge i distribució. L'agost de 2014 Veneçuela es va veure forçada a posar en venda l'empresa.